# Brothers in Arms: Furious 4
Brothers in Arms: Furious 4 — компьютерная игра, разрабатывавшаяся компанией Gearbox Software. Изначально планировалась к выходу в 2012 году, позже выход переносился, в 2015 году стало известно о том, что разработка отменена.

## История разработки
Первые сведения о разработке игры появились седьмого июня (некоторые сайты опубликовали материалы ближе к ночи шестого июня) 2011 года, когда издательская компания Ubisoft на выставке E3, посвященной игровым развлечениям, представила несколько своих разрабатываемых проектов, среди которых были компьютерные игры Far Cry 3 и Brothers in Arms: Furious 4. Согласно заявлениям разработчиков, фирмы Gearbox Software, игра «повернет серию в новом направлении». Сюжет игры, действие которого происходит во времена Второй мировой войны, рассказывает о четырёх американских солдатах, задачей которых является устранение Адольфа Гитлера; при этом им доведется сразиться с экспериментальной нацистской армией, которую создали в секретных лабораториях нацистской Германии. Игровой процесс должен был быть рассчитан на кооперативное прохождение — сюжет игры может быть пройден четырьмя игроками, которые, соответственно, будут управлять четырьмя персонажами игры. Сайт Absolute Games в опубликованной новости об игре сравнивает Furious 4 со смесью Team Fortress 2 и фильма «Бесславные ублюдки».
Девятого июня 2011 года на сайте Absolute Games была опубликована заметка, кратко описывающая впечатления журналиста от знакомства с игрой на выставке Е3. Автор заметки сравнивает систему классов персонажей с Team Fortress 2 (каждый из четырёх бойцов наделён своими способностями, которые влияют на игровой процесс), а о сюжете и общей стилистике игры говорит, что «градус безумия тут куда выше, чем в фильме» (имеется в виду фильм «Бесславные ублюдки»), заключая, что игра «остаётся в памяти лишь как яркое пятно, бессмысленное и беспощадное».
Позже появились новости, сообщающие о том, что разработчики не намерены оставлять историю Метта Бейкера и его напарников, начатую в первой части Brothers in Arms, и что Furious 4 является спин-оффом (ответвлением), а не перезапуском серии.
18 мая 2012 года на сайте Superannuation появилось сообщение о том, что Ubisoft отказалась от использования торговой марки «Brothers in Arms: Furious 4» и отменила проект либо передала его другому издателю. Игровые журналисты назвали одной из причин тот факт, что Gearbox и без этого проекта не укладывается в ранее установленные сроки, разрабатывая параллельно также Aliens: Colonial Marines и Borderlands 2. Через некоторое время Ubisoft прокомментировала ситуацию, предоставив сайту Games Radar небольшое объяснение слухам. Выяснилось, что все торговые марки, в которых присутствует словосочетание «Brothers in Arms», эксклюзивно принадлежат Gearbox. Однако при регистрации «Brothers in Arms: Furious 4» Ubisoft указала себя как совладельца, вследствие чего United States Patent and Trademark Office (USPTO) отказала в регистрации — отсюда появился слух об отмене. В своём разъяснении представитель Ubisoft отметил, что данная, а также все будущие торговые марки, связанные с брендом «Brothers in Arms», будут регистрироваться исключительно Gearbox.
В сентябре 2012 появились сведения о том, что разработчики намерены превратить Brothers in Arms: Furious 4 в совершенно отдельную игру, не связанную с серией Brothers in Arms, в связи с тем, что игра сильно отошла от традиций серии игр. Предполагалось, что у игры будет иное название, не отсылающее к серии.
В июле 2015 года стало известно о том, что разработка игры была прекращена. Некоторые идеи вошли в другую игру компании, Battleborn.